# Bruno Walter
Bruno Walter (Berlín, 15 de setembre de 1876 - Beverly Hills, 17 de febrer de 1962) va ser un director d'orquestra i compositor nascut alemany i posteriorment nacionalitzat austríac. Entre 1933 i 1939 es va establir a diferents països, i finalment es va traslladar als Estats Units d'Amèrica l'any 1939. El seu nom de naixement era Bruno Schlesinger, però va començar a usar el cognom Walter a partir de l'any 1896 i finalment el va fer oficial arran de l'adquisició de la nacionalitat austríaca l'any 1911.

## Joventut
Nat a Berlín, prop d'Alexanderplatz, al si d'una família jueva de classe mitjana, Bruno Schlesinger va començar la seua educació musical al Conservatori Stern a l'edat de vuit anys. La seua primera aparició pública va ser als nou anys, com a pianista. No obstant això, arran d'una assistència a un dels concerts de Hans von Bülow l'any 1889 i a Bayreuth el 1891, va canviar d'opinió i va decidir seguir la carrera de director d'orquestra. Com a director d'orquestra va debutar l'any 1894 a l'Òpera de Colònia amb l'òpera de Lortzing Waffenschmied. Posteriorment, en aquest mateix any, va accedir al càrrec de director del cor de l'Òpera d'Hamburg, on va conèixer Gustav Mahler i va tenir oportunitat de treballar amb ell per primera vegada. Walter idolatrava Mahler, i posteriorment seria identificat en gran manera amb la seua música.

## Direcció d'orquestra
L'any 1896 va accedir al càrrec de director de l'orquestra de l'Òpera de Breslau – un treball que li va proporcionar Mahler. Walter recordava com abans de prendre'n possessió, el director del teatre, Theodor Loewe, li va demanar que canviara el seu nom, Schlesinger – que significa silesià – «perquè era molt freqüent a la capital de Silèsia», tot i que altres fonts atribueixen el canvi al desig de fer que el seu nom sonara menys jueu. (Nota: Sovint s'ha dit que Walter era el seu segon nom i que per tant simplement va deixar d'usar el cognom Schlesinger. Això no és cert; no tenia un segon nom ni mai va dir-se "Walter".) L'any 1897 va ser contractat com a director d'òpera a Pressburg i l'any 1898 a Riga. L'any 1900 tornà a Berlín, on va assumir el càrrec de Reial Director Prussià de la Staatsoper Unter den Linden, succeint en el càrrec a Franz Schalk. Hi va tenir com a col·legues Richard Strauss i Karl Muck. A Berlín va estrenar Der arme Heinrich de Hans Pfitzner, compositor que esdevindria el seu amic íntim durant tota la vida.
L'any 1901 va acceptar la invitació de Mahler per ser el seu ajudant a l'Òpera de la Cort de Viena. Walter hi dirigí Aida de Verdi en el seu debut. En els anys posteriors la seua reputació va créixer tant que fou convidat a dirigir arreu d'Europa – a Praga; a Londres, on dirigí l'any 1910 Tristan und Isolde i The Wreckers d'Ethel Smyth al Covent Garden; i a Roma. Pocs mesos després de la mort de Mahler l'any 1911, Walter va dirigir l'estrena de Das Lied von der Erde a Múnic. També va estrenar-ne la Simfonia núm. 9 a Viena, l'any següent.

## Múnic
Tot i que Walter es va nacionalitzar austríac l'any 1911, va abandonar Viena per esdevenir Reial Director Musical de Baviera el 1913. Al gener de l'any següent, va dirigir el seu primer concert a Moscou. Durant la Primera Guerra Mundial va continuar dirigint; entre d'altres, les estrenes de Violanta i Der Ring des Polykrates, d'Erich Wolfgang Korngold i Palestrina de Pfitzner.
A Múnic va fer amistat amb Eugenio Pacelli (posterior papa Pius XII).

## Estats Units d'Amèrica
Va acabar el seu contracte muniquès l'any 1922 i es va traslladar a Nova York el 1923, on va treballar amb l'Orquestra Simfònica de Nova York al Carnegie Hall; després va dirigir a Detroit, Minnesota i Boston.

## Berlín
De nou a Europa va tornar a ocupar diversos càrrecs, incloent-hi el de director de la Städtische Opera de Berlín l'any 1925, i posteriorment a Charlottenburg i a Leipzig (1929). Va debutar a La Scala l'any 1926. A Londres fou director en cap de les temporades alemanyes del Covent Garden entre 1924 i 1931.
Als seus discursos de finals de la dècada del 1920, el líder nazi Adolf Hitler es queixava de la presència de directors jueus a l'Òpera de Berlín, i algunes vegades va arribar a esmentar Walter, afegint al seu nom l'expressió «àlies Schlesinger». L'any 1933, quan els nazis van accedir al poder, iniciaren un procés sistemàtic de depuració dels artistes jueus. Walter va fugir a Àustria, país que esdevindria el centre de la seua activitat durant els sis anys posteriors, tot i que va alternar amb freqüents aparicions com a director invitat de l'Orquestra Reial del Concertgebouw d'Amsterdam entre 1934 i1939, així com amb aparicions estel·lars com ara els seus concerts anuals amb l'Orquestra Filharmònica de Nova York entre 1932 i 1936. Quan va tenir lloc l'Anschluss, l'any 1938, Walter es trobava en una sessió d'enregistrament a París, i hi va rebre l'oferta de la nacionalitat francesa, que acceptà. (La seua filla es trobava a Viena i va ser arrestada pels nazis; però Walter va poder fer ús de la seua influència per alliberar-la. També va poder trobar refugi per al seu germà i la seua germana a Escandinàvia mentre va durar la guerra.)

## Retorn als Estats Units
L'1 de novembre de 1939 es va embarcar vers els Estats Units, on establiria la seua residència permanent. Es va instal·lar a Beverly Hills, al costat d'un bon nombre d'altres expatriats, entre els quals es trobava Thomas Mann.
Així com Walter va ser molt influent en el desenvolupament de l'art interpretatiu, en la seua obra Of Music and Making (1957) es deixa notar una pregona influència del filòsof Rudolf Steiner. Hi diu, «En l'edat madura he tingut la sort de ser iniciat en el món de l'antroposofia i, durant els darrers anys, d'haver fet un estudi profund dels ensenyaments de Rudolf Steiner. Hi veiem viu i en funcionament aquell alliberament del qual parla Hölderlin; la seua benedicció ha penetrat en mi i, per tant, aquest llibre és la confessió de la meua creença en l'antroposofia. No hi ha part de mi ni de la meua vida que no haja estat il·luminada, o bé estimulada, pels nobles ensenyaments de Rudolf Steiner ... Estic pregonament agraït per haver estat tan immensament enriquit... és glosiós esdevenir de nou un deixeble en aquesta alçada de la vida. Tinc una sensació de rejoveniment del meu ésser sencer que atorga força i renovació a la meua música, i també a la meua manera d'interpretar».
Durant els seus anys als Estats Units, Walter treballà amb moltes de les més famoses orquestres del país, incloent-hi l'Orquestra Simfònica de Chicago, la Filharmònica de Los Angeles, la Simfònica de la NBC, la Filharmònica de Nova York (de la qual fou assessor musical entre 1947 i 1949, però en declinà la direcció musical), i l'Orquestra de Filadèlfia. A partir de 1946 va fer nombrosos viatges a Europa i esdevingué una important personalitat musical en els primers anys del Festival d'Edimburg, així com a Salzburg, Viena i Múnic. Els darrers anys de la seua vida van estar marcats pels seus enregistraments estereofònics amb la Columbia Symphony Orchestra. La seua darrera aparició en concert va tenir lloc el 4 de desembre de 1960 amb la Filharmònica de Los Angeles i el pianista Van Cliburn. El seu últim enregistrament va ser una col·lecció d'obertures de Mozart amb la Columbia Symphony Orchestra, fet a finals de març de 1961.

### Religió
Tot i que va ser educat com a jueu, cap al final de la seua vida es va convertir al catolicisme.

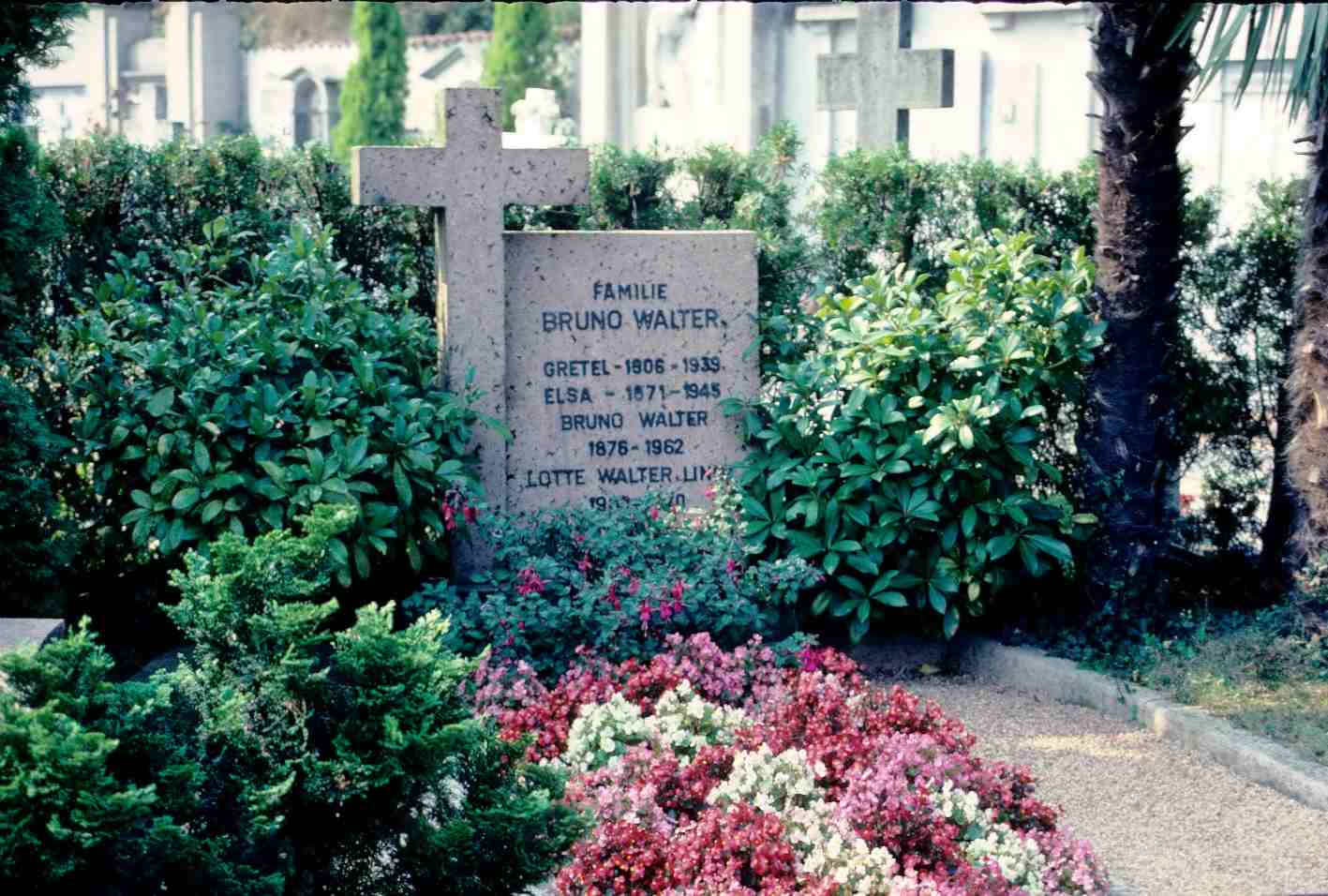
La tomba familiar l'any 1998.

### Mort
Bruno Walter va morir d'un infart miocardíac a la seua casa de Beverly Hills l'any 1962. Va trobar el seu darrer lloc de descans al cementiri de Gentilino, prop de Lugano, al cantó de Ticino, Suïssa, a la mateixa tomba on la seva dona Elsa, de soltera Korneck (1871–). 1945), que era sopranista, i la seva filla Marguerite "Gretel" (1906–1939) ja havien estat enterrats. La seva filla Lotte (1903–1970) també hi va ser enterrada.

## Alumnes
Entre les seves activitats, també va tenir la de pedagog, activitat en la qual tingué alumnes destacats com, Julius Bittner (1874-1939) entre d'altres.

## Obra

### Enregistraments

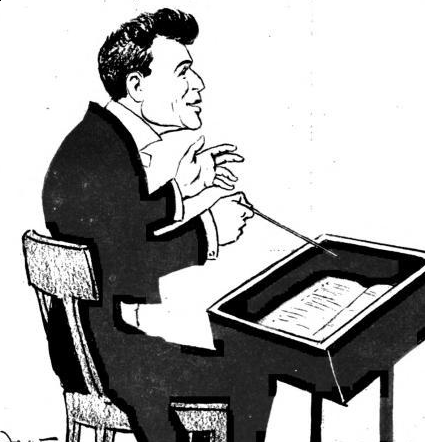
Caricatura de Walter dirigint

La tasca de direcció de Walter fou documentada amb centenars d'enregistraments fets entre 1923 (quan tenia prop de 50 anys) i 1961. Molts afeccionats es van familiaritzar amb ell a través dels enregistraments estereofònics fets en els darrers anys de la seua vida, quan la seua salut emitjorava. Tot i això, molts crítics són de l'opinió que aquests darrers enegitraments no són completament representatius de l'art de Walter en els seus primers anys. Per una banda, els darrers enregistraments de vegades mostren una genialitat que contrasta amb les interpretacions fogoses, intenses i enèrgiques que va deixar enregistrades en dècades anteriors. Per altra banda, els darrers enregistraments se centren principalment en el període musical que va de Mozart a Mahler, mentre que en la seua joventut Walter dirigia sovint el que es considerava música «moderna» (incloent-hi Mahler).
Walter treballà estretament amb Mahler, com a assistent i apadrinat. Mahler no va viure per veure l'estrena de Das Lied von der Erde o la Simfonia núm. 9, però la seua viuda, Alma Mahler, en va encarrerar a Walter les estrenes. Va dirigir l'estrena de Das Lied l'any 1911 a Múnic i la de la Novena el 1912 a Viena, amb la Filharmònica. En dècades posteriors, Walter i la Filharmònica (amb el cunyat de Mahler, Arnold Rose encara com a concertino) van fer els primers enregistraments de Das Lied von der Erde, l'any 1936, i de la novena simfonia, el 1938. Ambdues obres van ser enregistrades en viu, la darrera només dos mesos abans de l'Anschluss que portaria Walter (i Rose) a l'exili.
Aquests enregistraments tenen un gran interès com a testimoni de les pràctiques interpretatives de l'orquestra, així com per la intensitat de llur expressió. Walter va tornar a enregistrar ambdues obres amb èxit en dècades posteriors. El seu cèlebre enregistrament de Das Lied von der Erde per a Decca, amb Kathleen Ferrier, Julius Patzak i l'Orquestra Filharmònica de Viena, va ser realitzat l'any 1952, i va tornar a enregistrar l'obra amb l'Orquestra Filharmònica de Nova York l'any 1960. Va dirigir la Filharmònica de Nova York en l'enregistrament estèreo de la segona simfonia l'any 1957. Enregistrà la novena en estéreo l'any 1961. Aquests enregistraments, així com els seus altres enregistraments nord-americans, van ser editats inicialment pel segell Columbia Records i posteriorment, en CD, per Sony.
Atès que Mahler mai no va dirigir la seua novena simfonia ni Das Lied von der Erde, les interpretacions de Walter no poden prendre's com a testimonis dels desitjos de l'autor. No obstant això, atesa la connexió personal entre el director i el compositor, així com el fet que Walter va estrenar ambdues obres, tenen una certa pàtina de primitiva autenticitat. En els seus altres (molt estimats) enregistraments de Mahler – diversos lieder i la primera, segona, quarta i cinquena simfonies – hi ha l'interès afegit que Walter n'havia escoltat les interpretacions de l'autor.
També va fer nombrosos enregistrament, per altra banda molt aclamats, de grans compositors germànics, com ara Mozart, Haydn, Beethoven, Schubert, Johannes Brahms, Johann Strauss fill, i Anton Bruckner, així com Bach, Wagner, Schumann, Dvořák, Richard Strauss, Txaikovski, Smetana i d'altres. Walter va ser un destacat director d'òpera, especialment reconegut per les seues versions d'òperes de Mozart, enregistraments de les quals, fetes al Metropolitan Opera, encara es troben disponibles en CD. Però també va deixar versions de Wagner, Verdi i del Fidelio de Beethoven. També són de gran interès els enregistraments dels seus assajos de Mozart, Mahler i Brahms fets en la dècada del 1950, que ens aporten informació sobre les seues prioritats musicals i sobre la seua manera, càlida i gens tirànica (en contrast amb alguns dels seus col·legues), de relacionar-se amb l'orquestra.

### Obra com a compositor
Walter només va compondre en els primers anys. Després va decidir "no ser compositor". Entre les seues obres cal esmentar:
- Simfonia núm. 1 en re menor (enregistrada per CPO #777 163-2, 2008)
- Simfonia núm. 2
- Fantasia simfònica
- Quartet de corda
- Quintet amb piano
- Sonata per a violí i piano en La (enregistrada per VAI vaia #1155, 1997)
- Lieder
- Obres corals

### Escrits
- Gustav Mahler's III. Symphonie. In: Der Merker 1 (1909), 9–11
- Mahlers Weg: ein Erinnerungsblatt. In: Der Merker 3 (1912), 166–171
- Über Ethel Smyth: ein Brief von Bruno Walter. In: Der Merker 3 (1912), 897–898
- Kunst und Öffentlichkeit. In: Süddeutsche Monatshefte (Octubre de 1916), 95–110
- Beethovens Missa solemnis. In: Münchner Neueste Nachrichten (30. Oct. 1920), Beethoven suppl., 3–5
- Von den moralischen Kräften der Musik. Viena 1935
- Gustav Mahler. Viena 1936
- Bruckner and Mahler. In: Chord and Discord 2/2 (1940), 3–12
- Thema und Variationen - Erinnerungen und Gedanken. Estocolm 1947
- Von der Musik und vom Musizieren. Frankfurt 1957
- Mein Weg zur Anthroposophie. In: Das Goetheanum 52 (1961), 418–21
- Briefe 1894–1962. Hg. L.W. Lindt, Frankfurt a.M. 1969

## Enregistraments destacats
- 1935: Richard Wagner, Die Walküre (Acte I), amb l'Orquestra Filharmònica de Viena. Solistes principals: Lotte Lehmann, Lauritz Melchior, Emanuel List. (EMI Great Recordings of the Century, Naxos Historical)
- 1938: Gustav Mahler, Simfonia núm. 9, amb l'Orquestra Filharmònica de Viena. (Dutton, EMI Great Artists of the Century, Naxos Historical)
- 1941: Ludwig van Beethoven, Fidelio, amb el Metropolitan Opera, Solistes principals: Kirsten Flagstad, Alexander Kipnis, Herbert Janssen. (Naxos Historical)
- 1952: Gustav Mahler, Das Lied von der Erde, amb l'Orquestra Filharmònica de Viena. Solistes: Kathleen Ferrier i Julius Patzak. (Decca Legends)
- 1956: The Birth of a Performance: assajos de Walter i versió definitiva de la Simfonia Linz de Mozart, amb la Columbia Symphony Orchestra. (Sony Masterworks)
- 1958-1961: Ludwig van Beethoven, Simfonia núm. 4 i Simfonia núm. 6, amb la Columbia Symphony Orchestra. (Sony Bruno Walter Edition)
- 1960: Johannes Brahms, Simfonia núm. 2 i Simfonia núm. 3, amb la Columbia Symphony Orchestra. (Sony Bruno Walter Edition)

Font: Grove Music Online